# Guilherme Madruga
Guilherme Miranda Madruga Gomes (Campo Grande, Mato Grosso del Sur, Brasil, 11 de noviembre de 2000) es un futbolista brasileño que juega como centrocampista y su equipo actual es Cuiabá de la Serie A de Brasil.

## Trayectoria
Madruga nació en Campo Grande, pero fue criado en São Gabriel do Oeste, ambas ciudades en el estado de Mato Grosso do Sul. Comenzó su carrera a los 13 años, influenciado por su padre. A pesar de querer ser jugador de balonmano regresó a su ciudad natal para vivir con sus abuelos y jugó en una escuela local antes de representar a Ipatinga.
En 2017, tras un paso por José Bonifácio, se incorporó a las categorías inferiores del Desportivo Brasil. Hizo su debut profesional con este último equipo el 23 de febrero de 2019, comenzando con una derrota por 6-1 en el Campeonato Paulista Série A3 contra Rio Preto.
Anotó su primer gol profesional el 13 de julio de 2019, anotando el primero en el empate 1-1 contra Taubaté por la Copa Paulista de ese año. En agosto de 2021 fue cedido al Catanduva del Campeonato Paulista Segunda Divisão.
Al regresar al Desportivo Brasil, disputó solo un partido en el Campeonato Paulista A3 2022, antes de volver a ser titular en la Copa Paulista. El 18 de noviembre de ese año fue anunciado por el Botafogo-SP, de la Serie B, a préstamo por un año.
El 27 de junio de 2023, en el partido contra el Novorizontino, marcó un de chilena desde fuera del área, que le valió la nominación y el Premio FIFA Puskás 2023, aquel gol selló la victoria del Botafogo por 1-0 y también fue su primer gol con el club. El 21 de octubre, marcó el segundo gol del Botafogo en la victoria en casa por 2-0 sobre el mismo rival, esta vez cerca de la línea central.
El 24 de octubre de 2023, Botafogo ejerció la cláusula liberatoria de Madruga, adquiriendo el 60% de sus derechos económicos para la próxima temporada.
El 15 de enero de 2024, día en que ganó el Premio Puskás, fue anunciado como nuevo jugador del Cuiabá.

## Clubes
| Club              | País   | Año           | PJ  | Goles |
| ----------------- | ------ | ------------- | --- | ----- |
| Desportivo Brasil | Brasil | 2019          | 20  | 1     |
| Desportivo Brasil | Brasil | 2020          | 5   | 2     |
| Desportivo Brasil | Brasil | 2021          | 14  | 1     |
| Catanduva         | Brasil | 2021          | 7   | 0     |
| Desportivo Brasil | Brasil | 2022          | 12  | 1     |
| Botafogo-SP       | Brasil | 2023          | 46  | 2     |
| Cuiabá            | Brasil | 2024-presente | 14  | 0     |
| Total             | Total  | Total         | 118 | 7     |

## Palmarés

### Distinciones individuales
| Distinción    | Año  |
| ------------- | ---- |
| Premio Puskás | 2023 |